# Piłka nożna na Letnich Igrzyskach Olimpijskich 1908

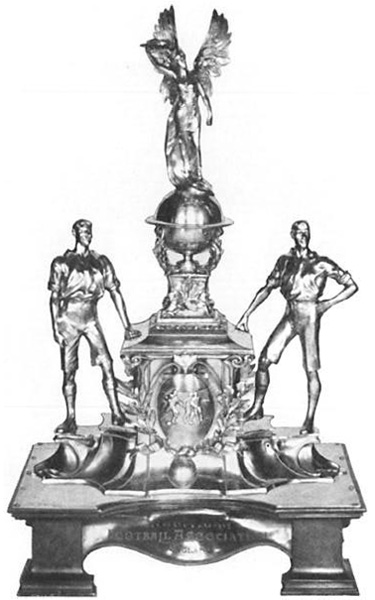
Puchar turnieju piłkarskiego związku olimpijskiego, przyznany po raz pierwszy na Letnich Igrzyskach Olimpijskich 1908 w Londynie

Wyniki turnieju piłki nożnej odbywającego się na Letnich Igrzyskach Olimpijskich w roku 1908 w Londynie. W turnieju tym wystąpiły same drużyny z Europy. W tym roku FIFA posiadała w swojej organizacji 15 członków.

## Wyniki

### Pierwsza runda
Reprezentacje Węgier i Bohemii zrezygnowały. Reprezentacje Holandii i Francji A uzyskały automatyczny awans do półfinału.
| 19 października 1908 | Dania · Nils Middelboe 10', 49' · Vilhelm Wolfhagen 15', 17', 67', 72' · Harald Bohr 25', 47' · Sophus Nielsen 78' | 9 : 0(4:0) | Francja B | White City Stadium, Londyn Widzów: 2 000 Sędzia: Thomas B. Kyle |
|                      | |            |           |                                                                 |

| 20 października 1908 | Wielka Brytania · Harold Stapley 15', ??' · Vivian Woodward ??', ??' · Arthur Berry ??' · Frederick Chapman ??' · Clyde Purnell ??', ??', ??', ??' · Robert Hawkes ??', ??' | 12 : 1(7:0) | Szwecja · 65' Gustaf Bergström | White City Stadium, Londyn Widzów: 2 000 Sędzia: John Ibbotson |
|                      | |             |                                |                                                                |

### Półfinały
| 22 października 1908 | Wielka Brytania · Harold Stapley 37', 60', 64', 75' | 4 : 0(1:0) | Holandia | White City Stadium, Londyn Widzów: 6 000 Sędzia: John Howcroft |
|                      |                                                     |            |          |                                                                |

| 22 października 1908 | Francja · Émile Sartorius 16' | 1 : 17(1:6) | Dania · 3', 4', 6', 39', 42', 48' Sophus Nielsen · 52', 54', 66', 76' Sophus Nielsen · 18', 37' August Lindgren · 60', 72', 82', 89' Vilhelm Wolfhagen · 68' Nils Middelboe | White City Stadium, Londyn Widzów: 1 000 Sędzia: Thomas Campbell |
|                      |                               |             | |                                                                  |

### O trzecie miejsce
Reprezentacja Szwecji zagrała, gdy pierwsza reprezentacja Francji odmówiła występu.
| 23 października 1908 | Holandia · Jops Reeman 6' · Edu Snethlage 58' | 2 : 0(1:0) | Szwecja | White City Stadium, Londyn Widzów: 1 000 Sędzia: John Pearson |
|                      |                                               |            |         |                                                               |

### Finał
| 24 października 1908 | Wielka Brytania · Frederick Chapman 20' · Vivian Woodward 46' | 2 : 0(1:0) | Dania | White City Stadium, Londyn Widzów: 8 000 Sędzia: John Lewis |
|                      |                                                               |            |       |                                                             |

## Medale
| Złote           | Srebrne | Brązowe  |
| Wielka Brytania | Dania   | Holandia |